# Penyigey Dénes
Penyigey Dénes (Kolozsvár, 1909. április 18. – Budapest, 1974. február 25.) növénytermesztő, agrártörténész, egyetemi tanár, a mezőgazdasági tudományok kandidátusa (1964). A Szovjet–Magyar Társaság Mezőgazdasági Szakosztályának elnöke volt. Az Országos Földművelési Tanács növénytermesztési osztályának, a Magyar Tudományos Akadémia Növénytermesztési és az Agrártörténeti Bizottságának, az Országos Fajtaminősítő Tanácsnak és az Agrártörténeti Szemle szerkesztőbizottságának tagja volt.

## Életpályája
Tanulmányait a debreceni Gazdasági Akadémián végezte el. 1930–1938 között a debreceni Gazdasági Akadémia tangazdaságának gyakornoka volt. 1938–1940 között a Növénytermesztési Tanszék tanársegéde volt. 1940–1945 között a Debreceni Gazdasági Tanintézet Növénytermesztési Tanszékén a növénytermesztéstan rendes gazdasági tanára volt. 1945–1949 között az Agrártudományi Egyetem Mezőgazdaság-tudományi Kar Debreceni Osztály Különleges Növénytermesztéstani Tanszéke nyilvános rendes tanára és a Tanszék vezetője volt. 1947-ben a Debreceni Tudományegyetem jogi karán államtudományi doktorátust szerzett. 1948–1949 között a Földművelésügyi Minisztérium Szakoktatási Főosztály Tanulmányi Alosztály osztályvezetője volt. 1949–1952 között az Országos Tervhivatal miniszteri osztálytanácsosa, majd a Növénytermesztési Osztály, illetve a Földművelési Osztály vezetője volt. 1952–1954 között a Minisztertanács Titkársága Mezőgazdasági Osztályának vezetőjeként dolgozott. 1954–1956 között földművelésügyi miniszterhelyettes volt. 1954–1959 között a Országos Növényfajtaminősítő Tanács elnöke volt. 1954–1974 között az Agrártudományi Egyetem Agronómiai Kar Növénytermesztéstani Tanszékének egyetemi tanára volt. 1956-tól az Országos Műtrágya Bizottság elnöke volt. 1956–1957 között fontos szerepet vállalt az MSZMP új agrárprogramjának kialakításában. 1959–1962 között az öntözéses növénytermesztési szak vezetője volt. 1960–1962 között a Mezőgazdaság-tudományi Kar dékánhelyettese, 1962–1968 között dékánja volt. 1963-tól a Pest megyei Tanács tagja volt.
Több mint 200 szakdolgozatában, számos cikkében főleg a növénytermesztés, a mezőgazdaság története stb. kérdéseivel foglalkozott.

## Családja
Szülei: Penyigei Sándor és Kriston Margit voltak. 1946. február 18-án, Nyíradonyban házasságot kötött Legeza Ilonával.
Sírja a Farkasréti temetőben található (6/7-1-7/8).

## Művei
- A dohány elterjedése, hazai termesztésének kialakulása (Budapest, 1957)
- A kenyérgabona kérdés (Kapás Sándorral és Papp Zsigmonddal, Budapest, 1965)
- Növénytermesztés homokon (Antal Józseffel és Egerszegi Sándorral, Budapest, 1966)[8]
- Debrecen erdőgazdálkodása a XVIII. században és a XIX. sz. első felében (Budapest, 1980)
- Tessedik Sámuel (Budapest, 1980)

## Díjai
- Cserháti Sándor-emlékérem (1973)[9]